# Union démocratique (Pologne)
Pour les articles homonymes, voir Union démocratique.
L'Union démocratique (Unia Demokratyczna, abrégé en UD) est un parti politique polonais du centre, né à l'initiative de Tadeusz Mazowiecki, qui a fonctionné de 1991 à 1994.

## Histoire

### Naissance
L'Union démocratique est née à la suite de l'élection présidentielle polonaise de 1990 par les partisans de la candidature du Premier ministre Tadeusz Mazowiecki, regroupant notamment la Coalition républicaine (pl) et le Mouvement civique d'action démocratique (pl).

### Fusion avec le KLD
En 1994, l'UD a décidé de fusionner avec le Congrès libéral-démocrate (Kongres Liberalno-Demokratyczny) créant ainsi l'Union pour la liberté (Unia Wolności).

## Résultats électoraux

### Diète
| Année | Voix      | %    | Rang | Sièges   | Gouvernement                                   |
| ----- | --------- | ---- | ---- | -------- | ---------------------------------------------- |
| 1991  | 1 382 051 | 12,3 | 1er  | 62 / 460 | Opposition (1991-1992) et Suchocka (1992-1993) |
| 1993  | 1 460 957 | 10,6 | 3e   | 74 / 460 | Opposition                                     |